# 206. Infanterie-Division (Wehrmacht)
La 206. Infanterie-Division fu una divisione dell'esercito tedesco attiva durante la seconda guerra mondiale che venne creata nel 1939 e fu impiegata nella campagna di Polonia, nella campagna di Francia e sul fronte orientale, dove fu sciolta nel 1944.

## Storia

### Campagna di Polonia e di Francia
La divisione fu costituita il 17 agosto 1939 come divisione di addestramento e dal 26 agosto 1939 come divisione regolare a Insterburg. Prese parte alla campagna di Polonia, avanzando dalla zona di Willenberg attraverso il Narew vicino a Rozan fino ad arrivare a Bialowies, tuttavia non fu impegnata in grandi battaglie. Dopo la fine della campagna rimase come forza di occupazione nella Polonia settentrionale, ma all'inizio della campagna di Francia fu spostata nell'Eifel, per poi marciare nell'area tra Dinant e Sedan, dove venne utilizzata per compiti di sicurezza. Nel luglio 1940 fu rispostata in Prussia orientale, dove rimase in congedo dall'agosto 1940 all'aprile 1941. 

### Fronte orientale
Dopo che la divisione fu richiamata in servizio, fu assegnata all'Heeresgruppe C ed in seguito all'Heeresgruppe Nord. Dal 22 giugno 1941 prese parte all'operazione Barbarossa e avanzò attraverso il Memel fino a Vilnius; da qui avanzò verso Polotsk e poi combatté nella zona di Nevel', per poi arrivare a Velikiye Luki. Con l'inizio dell'offensiva tedesca verso Mosca, la divisione avanzò nella zona di Rzev e nel novembre combatté sul Maschiga, fino alla fine dell'anno. La successiva ritirata riportò la divisione nell'area a nord-ovest di Rzev, dove nei mesi successivi fu coinvolta in una pesante guerra di trincea e poi arrivò nella zona di Demidov, dove rimase finché non fu ritirata nell'area di Vitebsk, dove rimase fino all'inizio dell'operazione Bagration nel giugno 1944. Il 12 aprile 1944 fu riorganizzata in una divisione di Tipo 44. La divisione fu distrutta nelle battaglie per Vitebsk nel giugno 1944 e fu ufficialmente sciolta il 3 agosto 1944.

## Ordine di battaglia
206. Infanterie-Division 1939
- Infanterie-Regiment 301
- Infanterie-Regiment 312
- Infanterie-Regiment 413
- Artillerie-Regiment 206
- Pionier-Bataillon 206
- Panzerabwehr-Abteilung 206
- Aufklärungs-Abteilung 206
- Infanterie-Divisions-Nachrichten-Abteilung 206
- Infanterie-Divisions-Nachschubführer 206

206. Infanterie-Division 1943
- Grenadier-Regiment 301
- Grenadier-Regiment 312
- Grenadier-Regiment 413
- Füsilier-Bataillon 206
- Artillerie-Regiment 206
- Pionier-Bataillon 206
- Panzerjäger-Abteilung 206
- Infanterie-Divisions-Nachrichten-Abteilung 206
- Infanterie-Divisions-Nachschubführer 206

## Decorazioni
Alcuni soldati della 206. Infanterie-division furono premiati per le loro azioni in guerra:
- Croce Tedesca
  - in oro: 25
- Croce di Cavaliere della croce di ferro: 4[4]
  - Croce di Cavaliere con foglie di quercia:
- Distintivo per combattimenti ravvicinati:
  - in bronzo: 2
  - in argento: 1

## Comandanti
- Generalleutnant Hugo Höfl (17 agosto 1939 - 3 maggio 1942)
- Generalmajor Alfons Hitter (3 maggio 1942 - 13 luglio 1943)
- Generalmajor Carl André (13 luglio 1943 - 14 settembre 1943)
- Generalleutnant Alfons Hitter (14 settembre 1943 - luglio 1944)[1]